# Spiegelsaal

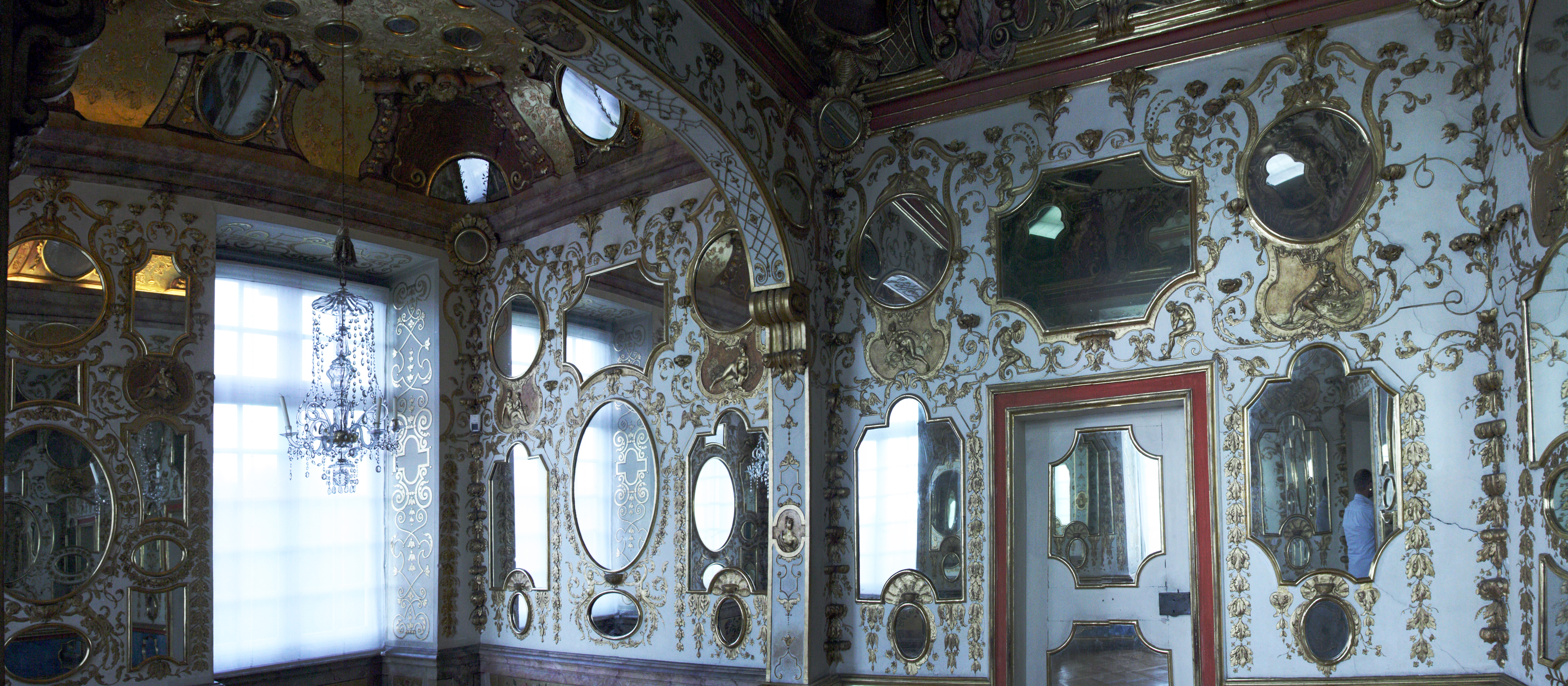
Spiegelkabinett im Residenzschloss Ludwigsburg

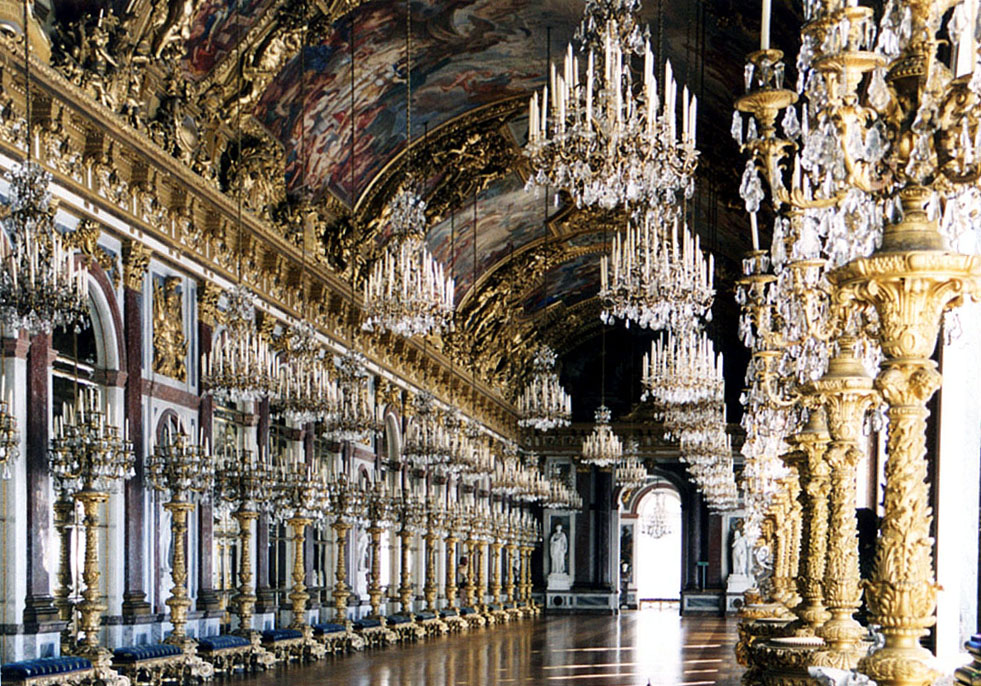
Schloss Herrenchiemsee – Spiegelsaal

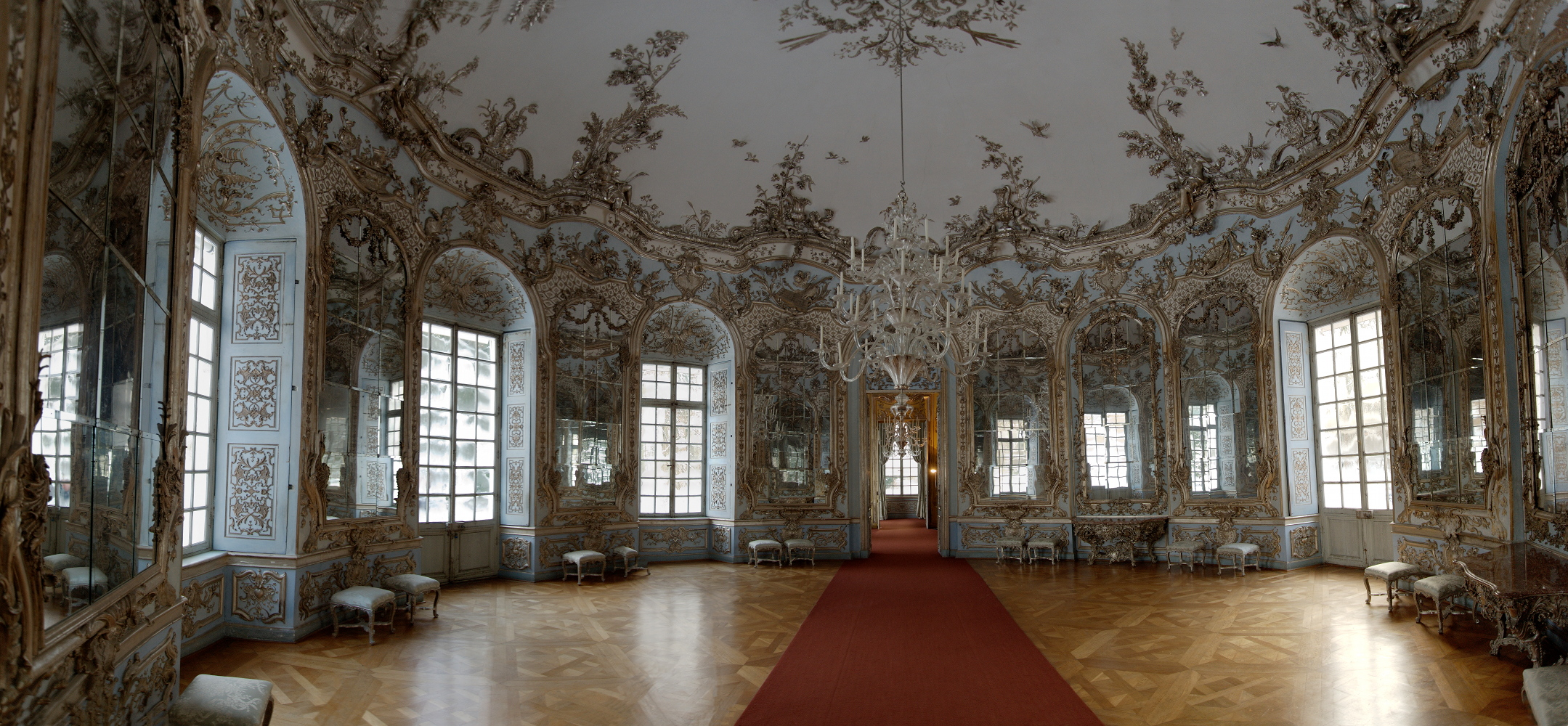
Amalienburg (Schlosspark Nymphenburg) – Spiegelsaal

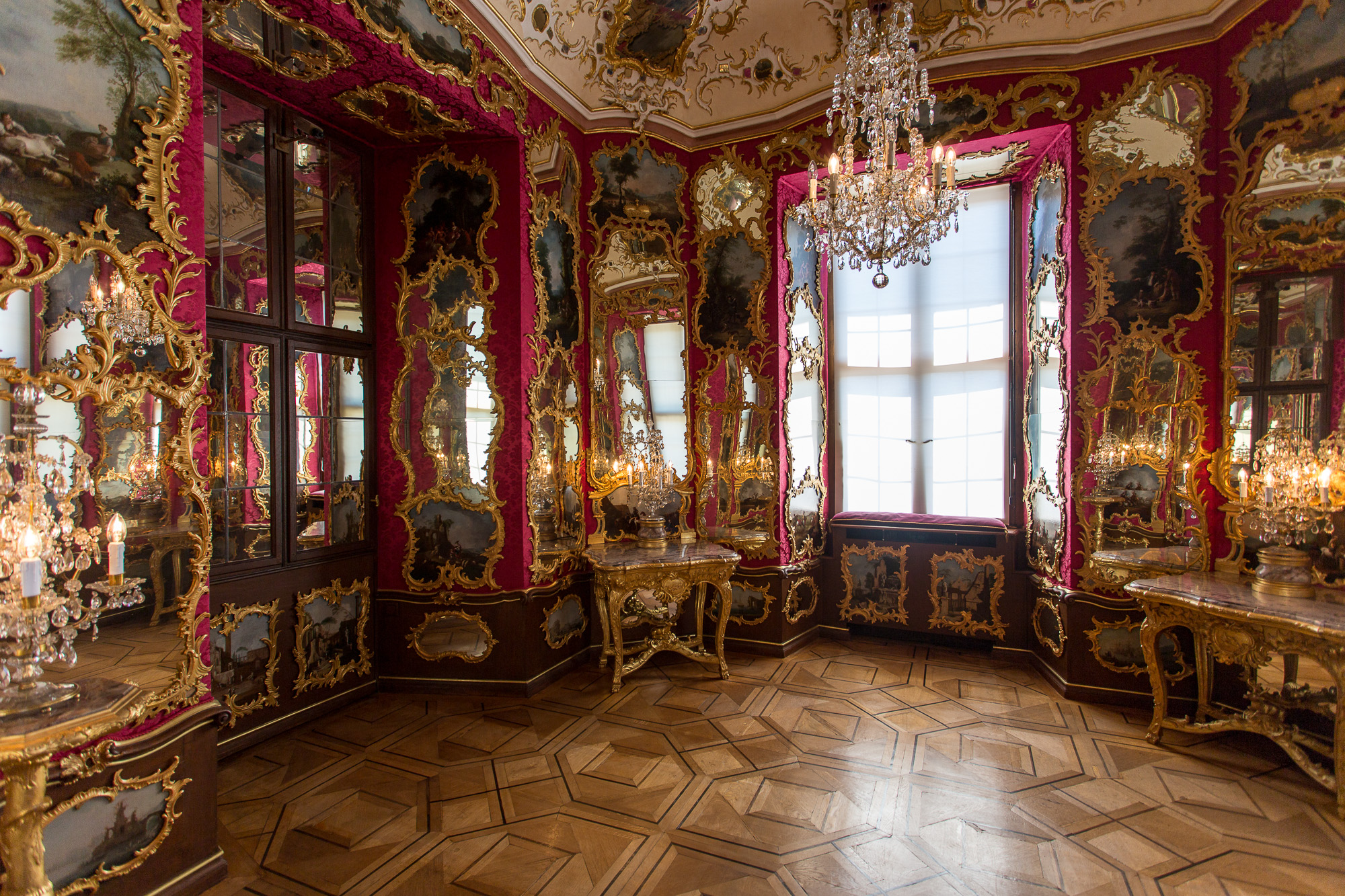
Der Spiegelsaal des Fuldaer Stadtschlosses, Ankleideraum des Fürstabtes

Als Spiegelsaal oder Spiegelgalerie werden Säle, als Spiegelkabinett kleinere Räume in Schlössern bezeichnet, deren primäre Dekoration aus der geschickten Anordnung von Spiegeln besteht.
Die ersten Spiegelsäle wurden ab der Barockzeit eingerichtet. Die Anfertigung von Spiegelglas in größeren Abmessungen war technisch sowohl aufwendig als auch teuer und wurde erst am Beginn des 18. Jahrhunderts technisch realisiert. Auch jetzt waren große Spiegel noch ein Luxusgut und die Spiegelräume sollten einerseits durch ihr reines Vorhandensein beeindrucken, andererseits entsprach die unendliche Vervielfältigung der Motive in den Spiegeln der barocken Lust nach optischen Täuschungen. Die Spiegel sollten den Raum optisch größer wirken lassen und sowohl das Tageslicht als auch das Licht der Kerzenlüster und Kronleuchter zur perfekten Ausleuchtung des Raumes widerspiegeln. Die Spiegelsäle waren oft als Festsäle konzipiert und die Höhepunkte in den Raumfolgen der Paradezimmer der Schlösser. In den kleineren Spiegelkabinetten wurden dagegen Schaustücke, wie zum Beispiel Porzellan oder Chinoiserien, ausgestellt und präsentiert. Eine Besonderheit stellen die Bayreuther Spiegelscherbenkabinette dar. Nur hier wurden die Spiegelkabinette aus unregelmäßigen Spiegelscherben gestaltet, etwa im Alten Schloss Eremitage und im Neuen Schloss Bayreuth.
Die wohl berühmteste Spiegelgalerie ist der Spiegelsaal von Versailles. Sie war Vorbild für viele weitere Spiegelsäle.

## Beispiele
Weitere berühmte Spiegelsäle und -kabinette finden sich unter anderem im bzw. in der
- Ansbach, Residenz, Bayern: bedeutendes Spiegelkabinett mit einer herausragenden Sammlung Meißner Porzellans
- Bayreuth, Altes Schloss Eremitage, Bayern: Spiegelscherbenkabinett
- Bayreuth, Neues Schloss: Spiegelscherbenkabinett
- Hôtel de Biron, davor Hôtel Peyrence de Moras, Cabinet Doré, in Paris
- Hôtel de Matignon Salon Doré, in Paris
- Hôtel de Toulouse, davor Hôtel de la Vrillière, Galerie Dorée, in Paris
- Hôtel de Villars Galerie, in Paris
- Hotel Kämp, in Helsinki, Finnland
- Hôtel Lambert, Cabinet des Muses, in Paris
- Münchner Residenz, in München, Bayern
- Amalienburg (Nymphenburg), in München, Bayern
- Palazzo Reale, in Genua, Italien
- Schloss Bruchsal, in Bruchsal, Baden-Württemberg
- Schloss Charlottenburg, in Berlin
- Schloss Donaueschingen, in Donaueschingen, Baden-Württemberg
- Schloss Esterhazy, in Eisenstadt, Österreich
- Schloss Herrenchiemsee, im Chiemsee, Bayern
- Schloss Köthen, in Köthen, Sachsen-Anhalt
- Schloss Peterhof, in Sankt Petersburg, Russland
- Schloss Schönbrunn, in Wien, Österreich
- Schloss Weißenstein, bei Pommersfelden, Bayern
- Würzburger Residenz, in Würzburg, Bayern